# Bublavský potok
Bublavský potok (německy Schwaderbach) je levostranný přítok Svatavy v okrese Sokolov v Karlovarském kraji. Délka toku měří 6,4 km.
Plocha povodí činí 7,4 km².

## Průběh toku
Potok pramení severovýchodně od Bublavy v Krušných horách při jihozápadním okraji Přírodním parku Přebuz. Od pramene teče jižní směrem a tento směr si udržuje po celou délku toku. Protéká třemi rybníky, obtéká nejprve pod severním, později západním svahem Olověného vrchu (802 m). Pokračuje údolím podél silnice z Bublavy přes Tisovou do Kraslic.
Nad levým břehem se zvedá prudký svah vrchu Tisovec (807 m) s četnými skalkami a suťovými poli po těžbě měděné rudy chalkopyritu.
Přes Tisovou přitéká do Kraslic, kde se u supermarketu Albert vlévá zleva do Svatavy na jejím 26,4 říčním kilometru.
V souvislosti s Bublavským potokem jsou často uváděny i Bublavské vodopády, někde též jako Vodopád na Stříbrném potoce u Bublavy.
Tyto vodopády nejsou ovšem ani na Bublavském potoce, ani na Stříbrném potoce. Nacházejí se na nepojmenovaném potoce, jenž teče souběžně s Bublavským potokem a ústí do Stříbrného potoka.